# Isabel Carlota de Orleães
Isabel Carlota de Orleães (em francês: Élisabeth-Charlotte d'Orléans; Castelo de Saint-Cloud, 13 de setembro de 1676 - Castelo de Commercy, 23 de dezembro de 1744) foi uma princesa francesa que se tornou duquesa e, mais tarde, regente de Lorena e Bar graças ao seu casamento com o duque Leopoldo. Era também princesa de Commercy suo jure. Entre os seus filhos, destaca-se o sacro-imperador Francisco I, co-fundador da Casa de Habsburgo-Lorena.

## Família
Isabel Carlota nasceu no Château de Saint-Cloud, nos arredores de Paris. Era filha de Filipe de França, Duque de Orleães, "Monsieur", e da sua segunda esposa, a princesa Isabel Carlota do Palatinado, Madame, filha do príncipe-eleitor palatino Carlos I Luís. O seu pai era o único irmão do rei Luís XIV de França. Na posição de petite-fille de França, tinha direito a utilizar a forma de tratamento Sua Alteza Real, assim como a uma cadeira de braços na presença do rei. Quando nasceu, recebeu a forma de tratamento honorária de Mademoiselle de Chartres, atribuído a partir de um dos apanágios do seu pai. Após o casamento das suas meias-irmãs mais velhas, Maria Luísa e Ana Maria, nascidas do primeiro casamento do seu pai com a princesa Maria Henriqueta de Inglaterra, Isabel Carlota passou a ser conhecida como Madame Royale, uma vez que era a princesa solteira com a posição mais alta na corte francesa.
Quando era criança, a sua mãe descreveu-a como "muito agitada" e "rude como um rapaz". Para irritação do pai, Isabel Cristina herdou as opiniões sinceras da mãe.

## Casamento

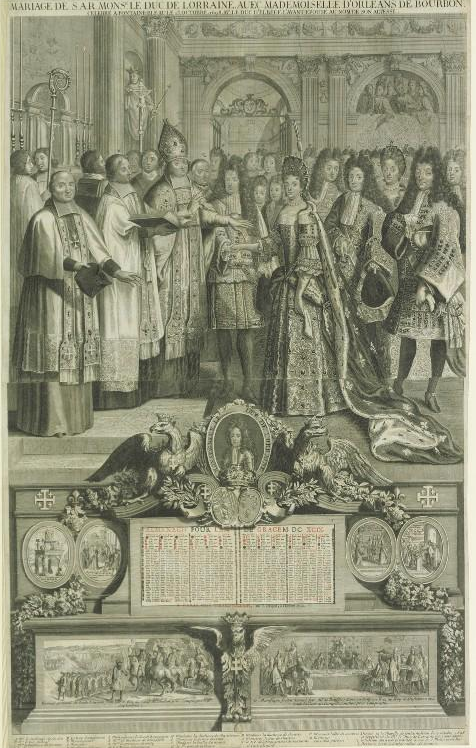
O casamento por procuração de Isabel Carlota com o duque de Lorena.

A sua mãe queria que Isabel Carlota se casasse com alguém com o mesmo nível de prestígio que as suas irmãs tinham conseguido. Quando a esposa do seu primo, a Dauphine, sugeriu que a princesa se devia casar com com o seu irmão mais novo, o príncipe José Clemente da Baviera, ela respondeu-lhe: "Madame, não fui feita para me casar com um segundo filho."
Uma vez que a sua mãe desprezava os filhos ilegítimos do rei, as hipóteses de conseguir uma boa aliança eram remotas. No entanto, em 1692, para "horror" da duquesa de Orleães, uma união desadequada ocorreu quando o duque de Chatres se casou com Francisca Maria de Bourbon, uma filha legitimada de Luís XIV e Madame de Montespan.
Inicialmente, a mãe de Isabel queria que ela se casasse com o rei Guilherme III de Inglaterra, viúvo da rainha Maria II de Inglaterra, mas, devido às diferenças religiosas que havia entre eles (Guilherme era protestante e Isabel católica), o casamento nunca chegou a acontecer.
Outro candidato considerado foi o sacro-imperador José I.José era muito bem visto e, se o casamento se tivesse realizado, a união teria sido uma forma de reconciliar os Bourbon com os seus rivais mais antigos, os Habsburgo. Mesmo o seu primo viúvo, o Monseigneur Dauphin de França, foi considerado para o lugar, assim como o seu filho, o príncipe Luís de França, e ainda um outro primo, Luís Augusto de Bourbon, outro filho legitimado do rei Luís XIV e da Madame de Montespan. Esta última sugestão também nunca se chegou a cumprir uma vez que, para grande alívio de Isabel Carlota o seu primo se casou com a Mademoiselle de Charoiais em Maio de 1692.
Isabel Carlota acabaria por se casar a 13 de Outubro de 1698, no Palácio de Fontainebleau, com Leopoldo, duque de Lorena, filho do duque Carlos V de Lorena e da arquiduquesa Leonor Maria Josefa da Áustria.
O casamento aconteceu em resultado do Tratado de Ryswick, sendo que outra das condições foi a restituição do ducado de Lorena, que pertencia a França há vários anos, a Leopoldo José. Assim, Isabel Carlota foi apenas uma peça para cimentar o acordo. A sua mãe afirmou mesmo que Isabel era "uma vitima da guerra".

## Duquesa de Lorena
A Casa de Lorena viu este casamento como uma grande união, mas outros membros da realeza eram da opinião de que o duque de Lorena não possuía importância suficiente para se casar com uma petite-fille de França. Apesar disso, a Casa de Lorena recebeu um dote de 900.000 livres. Estas honras, acabaram por provocar inveja a outros membros da família real francesa e, usando como desculpa a morte de um dos filhos do duque de Maine, algumas princesas estiveram presentes na cerimónia de casamento por procuração vestidas de luto.
Após o casamento de Isabel Carlota, a sua sobrinha, a princesa Luísa Adelaide de Orleães, que tinha nascido a 13 de Agosto de 1698, passou a ostentar o título de Mademoiselle de Chartres.
Para a surpresa de muitos, aquela que se esperava ser uma união infeliz, acabaria por se tornar num casamento de amor e felicidade. Com o nascimento dos seus filhos, Isabel Carlota mostrou possuir um excelente instinto maternal e uma personalidade naturalmente cuidadora.
Deste casamento nasceram catorze filhos, dos quais cinco chegaram à idade adulta. Três deles morreram na mesma semana em Maio de 1711, devido a um surto de varíola que atingiu o Château de Lunéville, a residência de campo do duque de Lorena.
No entanto, após dez anos de casamento, o duque de Lorena arranjou uma amante: Anne-Marguerite de Lignéville, princesa de Beauvau-Craon. Isabel Carlota sentiu-se humilhada, mas seguiu os conselhos da mãe e manteve-se em silêncio, continuando a partilhar o Château de Lunéville com o marido e a amante dele. Quando o romance extraconjugal do marido terminou, o casal teve ainda mais cinco filhos, um dos quais, Francisco, seria mais tarde duque de Lorena e pai da famosa rainha Maria Antonieta de França.
Em Junho de 1701, o pai de Isabel morreu após uma discussão acesa com o rei Luís XIV em Versalhes sobre o duque de Chartres. Assim, o seu irmão tornou-se o novo duque de Orleães e chefe da Casa de Orleães. A sua mãe ficou à mercê de Luís XIV que a proibia de fazer visitas ao estrangeiro. Assim, Isabel Carlota apenas podia visitar a mãe quando ia a Versalhes. Apesar disso, as duas continuaram a encontrar-se e mantinham-se em contacto por carta. A correspondência trocada entre as duas foi tragicamente destruída num incêndio no Château de Lunéville em 1719.
Quando Luís XIV morreu em 1715, o irmão mais velho de Isabel Carlota tornou-se regente de França em nome do futuro rei Luís XV, na altura com cinco anos de idade. Em 1718, durante uma curta visita à corte de Paris, a sua sobrinha, a duquesa-viúva de Berry, organizou uma grande festa em sua honra no Palais du Luxembourg que foi considerada como um dos eventos mais luxuosos dessa temporada.
Quando deixaram França, o seu marido recebeu a forma de tratamento de Alteza Real, dada a príncipes estrangeiros uma vez que, na corte de França, a Casa de Lorena era considerada estrangeira.
Luís XV foi coroado rei de França na Catedral de Reims, a 25 de Outubro de 1722. Foi esta a única ocasião em que a filha mais nova de Isabel Carlota, Ana Carlota, viu a sua avó que acabaria por morrer algumas semanas depois, a 8 de Dezembro. O irmão de Isabel morreu um ano depois da mãe, a 2 de Dezembro de 1723.

## Regente de Lorena
O marido de Isabel Carlota morreu em 1729, deixando-a como regente de Lorena em nome do filho de ambos, o príncipe Francisco Estêvão de Lorena. Depois de ser educado em Viena, Francisco Estêvão regressou á sua terra natal em 1737, terminando assim o período de regência da sua mãe.
Isabel Carlota tentou casar a sua filha mais nova, Ana Carlota, com o rei Luís XV de França, mas este projecto acabaria por falhar devido às intrigas do duque de Bourbon. Depois, tentou arranjar o casamento da filha com o seu primo direito, o príncipe Luís, duque de Orleães, que tinha ficado viúvo recentemente. Luís recusou a proposta.

## Princesa de Commercy

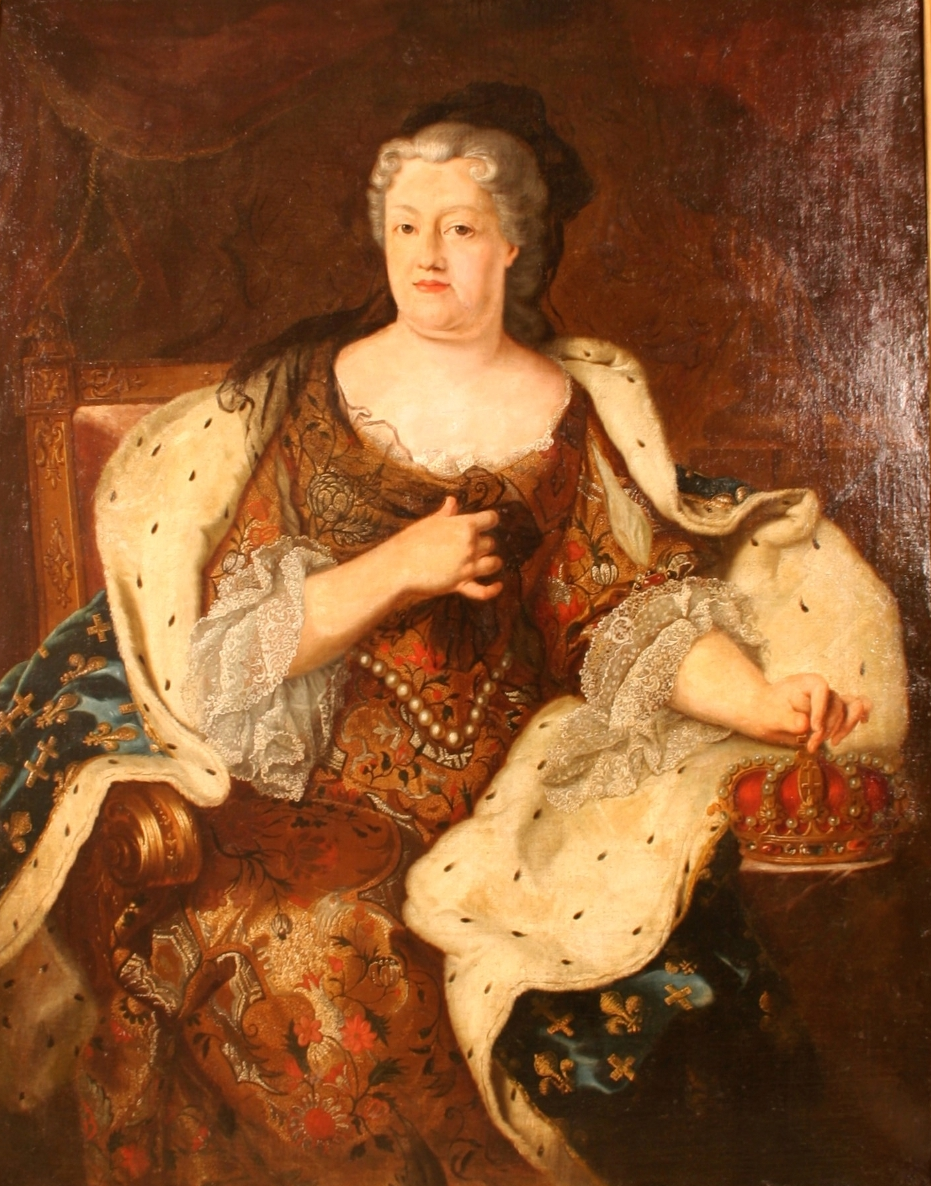
Isabel Carlota nos seus últimos anos de vida.

Isabel Carlota não conseguiu convencer o filho a não ceder o ducado de Lorena ao rei Estanislau I da Polónia quando ele se casou com a herdeira dos Habsburgo, Maria Teresa da Áustria. Após a cedência do território, a antiga duquesa mudou-se para o Château d'Haroué, em Commercy, um território que foi transformado num pequeno principado para que ela pudesse desfrutar os seus últimos anos de vida.
Em 1737, a sua filha Isabel Teresa casou-se com o duque Carlos Emanuel III da Sardenha. Elisabetta Teresa, como era conhecida em Itália, morreu devido a complicações durante o parto do seu filho, Benedito, duque de Chablais.
A 7 de Janeiro de 1744, o seu filho mais novo, o príncipe Carlos Alexandre de Lorena, casou-se "por amor" com a arquiduquesa Maria Ana da Áustria que morreu devido a complicações durante um parto a 16 de Dezembro de 1744.
Isabel Carlota morreu de apoplexia a 23 de Dezembro de 1744, uma semana depois da morte da sua nora e do neto. Tinha sessenta-e-oito anos de idade e foi a última dos seus irmãos a morrer, tendo vivido mais do que todos os treze filhos do príncipe Filipe, duque de Orleães. Nove meses após a sua morte, o seu filho Francisco tornou-se sacro-imperador da Áustria.
Encontra-se enterrada na capela funerária dos duques de Lorena na igreja Saint-François-des-Cordeliers, em Nancy.

## Legado
Isabel Carlota autorizou a construção de um hospital na cidade de Bruyères.
Em 1730, ofereceu à igreja de Mattaincourt um altar em talha dourada para expor a relíquias de Pierre Fourier, o antigo pároco da igreja que tinha sido beatificado a 29 de Janeiro de 1730. A basílica mais moderna de Saint-Pierre-Fournier foi construída no local da antiga igreja em 1853.
Em 1696, o escritor francês Charles Perrault dedicou a Isabel Carlota, que tinha dezanove anos na altura, o livro "Contes de ma mère l'Oye" (Mãe Gansa)

## Descendência

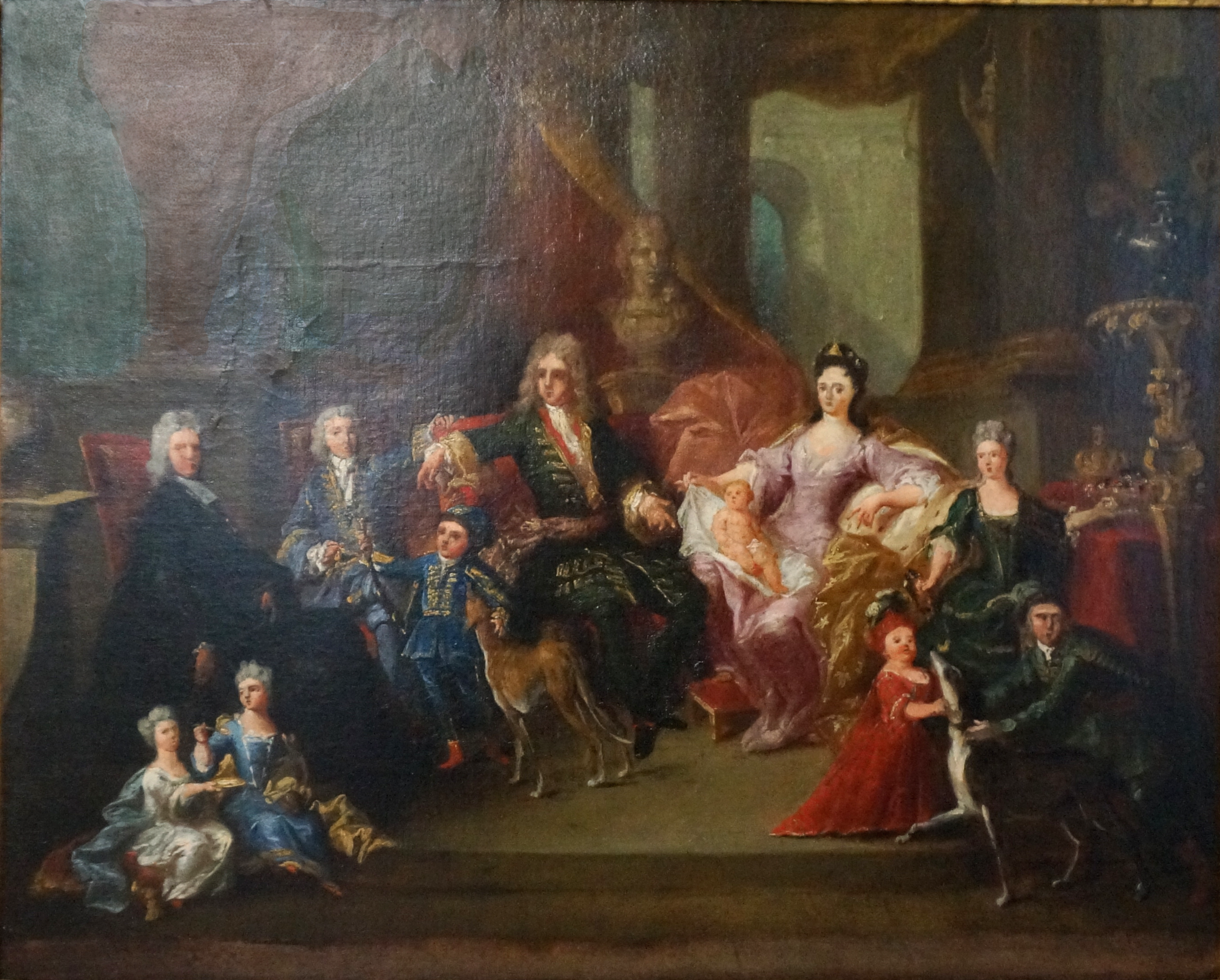
A família de Isabel Carlota e Leopoldo de Lorena, cerca de 1710

|    |                   | Nascimento              | Morte                  |
| -- | ----------------- | ----------------------- | ---------------------- |
| 1  | Leopoldo          | 26 de agosto de 1699    | 2 de abril de 1700     |
| 2  | Isabel Carlota    | 21 de outubro de 1700   | 4 de maio de 1711      |
| 3  | Luísa Cristina    | 13 de novembro de 1701  | 18 de novembro de 1701 |
| 4  | Maria Gabriela    | 30 de dezembro de 1702  | 11 de maio de 1711     |
| 5  | Luís              | 28 de janeiro de 1704   | 10 de maio de 1711     |
| 6  | Josefina Gabriela | 16 de fevereiro de 1705 | 25 de março de 1708    |
| 7  | Gabriela Luísa    | 4 de março de 1706      | 13 de junho de 1710    |
| 8  | Leopoldo Clemente | 25 de abril de 1707     | 4 de junho de 1723     |
| 9  | Francisco Estêvão | 8 de dezembro de 1708   | 18 de agosto de 1765   |
| 10 | Leonor            | 4 de junho de 1710      | 28 de julho de 1710    |
| 11 | Isabel Teresa     | 15 de outubro de 1711   | 3 de julho de 1741     |
| 12 | Carlos Alexandre  | 12 de dezembro 1712     | 4 de julho de 1780     |
| 13 | Ana Carlota       | 17 de maio de 1714      | 7 de novembro de 1773  |
| 14 | Filha natimorta   | 28 de novembro de 1715  | 28 de novembro de 1715 |